# Dombeya ambongensis
Dombeya ambongensis är en malvaväxtart. Dombeya ambongensis ingår i släktet Dombeya och familjen malvaväxter.

## Underarter
Arten delas in i följande underarter:
- D. a. ambongensis
- D. a. sakarahae
- D. a. fandrareensis
- D. a. ihosyensis